# Фенвуд (Нью-Джерсі)
Фенвуд (англ. Fanwood) — місто (англ. borough) в США, в окрузі Юніон штату Нью-Джерсі. Населення — 7774 особи (2020).

## Географія
Фенвуд розташований за координатами 40°38′30″ пн. ш. 74°23′8″ зх. д. / 40.64167° пн. ш. 74.38556° зх. д. (40.641700, -74.385676).  За даними Бюро перепису населення США в 2010 році місто мало площу 3,48 км², уся площа — суходіл.

## Демографія
Згідно з переписом 2010 року, у селищі мешкало 7318 осіб у 2627 домогосподарствах у складі 2070 родин. Було 2686 помешкань
Расовий склад населення:
| - 84,7 % — білих - 6,8 % — азіатів - 5,3 % — чорних або афроамериканців - 0,1 % — корінних американців - 1,0 % — осіб інших рас |

До двох чи більше рас належало 2,1 %. Частка іспаномовних становила 6,3 % від усіх жителів.
За віковим діапазоном населення розподілялося таким чином: 27,7 % — особи молодші 18 років, 58,3 % — особи у віці 18—64 років, 14,0 % — особи у віці 65 років та старші. Медіана віку мешканця становила 40,5 року. На 100 осіб жіночої статі у селищі припадало 95,0 чоловіків;  на 100 жінок у віці від 18 років та старших — 89,3 чоловіків також старших 18 років.
Середній дохід на одне домашнє господарство  становив 130 609 доларів США (медіана — 111 905), а середній дохід на одну сім'ю — 143 776 доларів (медіана — 127 390). Медіана доходів становила 95 433 долари для чоловіків та 79 145 доларів для жінок. За межею бідності перебувало 0,8 % осіб, у тому числі 0,0 % дітей у віці до 18 років та 4,0 % осіб у віці 65 років та старших.
Цивільне працевлаштоване населення становило 3411 осіб. Основні галузі зайнятості: освіта, охорона здоров'я та соціальна допомога — 23,6 %, науковці, спеціалісти, менеджери — 13,4 %, фінанси, страхування та нерухомість — 12,3 %.